# 新羅扎尼夫卡
47°45′25″N 32°21′10″E / 47.75694°N 32.35278°E
新羅扎尼夫卡（烏克蘭語：Новорозанівка），是烏克蘭南部的村莊，隸屬尼古拉耶夫州的巴什坦卡區。該村面積0.23平方公里，海拔高度76米，2001年人口94，人口密度每平方公里408.7人。